# وست لیکس شور، استرالیای جنوبی
وست لیکس شور (به انگلیسی: West Lakes Shore) یک حومه شهر در استرالیا است که در استرالیای جنوبی واقع شده‌است.